# Broughton, Greater Manchester
Broughton var en civil parish från 1866 till 1919 då den blev en del av Salford, i grevskapet Lancashire (nu Greater Manchester), i England. Denna civil parish hade 53 108 invånare år 1911. Denna ward hade 16 958 invånare år 2021.